# Tertik
Tertik is een bestuurslaag in het regentschap Kepahiang van de provincie Bengkulu, Indonesië. Tertik telt 723 inwoners (volkstelling 2010).